# Choerodon cephalotes
Choerodon cephalotes is een straalvinnige vissensoort uit de familie van lipvissen (Labridae). De wetenschappelijke naam van de soort is voor het eerst geldig gepubliceerd in 1875 door Castelnau.
De soort staat op de Rode Lijst van de IUCN als niet bedreigd, beoordelingsjaar 2008.